# Insectes butineurs
Pour les articles homonymes, voir Butineur.
 (mars 2021).
- Si vous ne connaissez pas le sujet, laissez ce bandeau (vous pouvez alors contacter les auteurs).
- Si vous supprimez le contenu mis en cause (vous pouvez préalablement contacter les auteurs),

argumentez précisément cette suppression dans la page de discussion
(un manque de référence n'est pas un argument ; une recherche réelle de référence doit avoir été effectuée, être formellement documentée).
 (mars 2021).
On appelle insectes butineurs, insectes pollinisateurs ou simplement pollinisateurs une catégorie fonctionnelle d'insectes qui agissent comme vecteurs de l'échange de gamètes chez les plantes à fleurs. En conséquence d'une longue coévolution, 80% des plantes reposent aujourd'hui sur les pollinisateurs pour prendre en charge leur reproduction sexuée. Ils jouent donc un rôle crucial dans le fonctionnement des écosystèmes terrestres et rendent à ce titre d'importants services écosystémiques.
Cet article vise à présenter les différents types d'insectes butineurs et leurs principales caractéristiques entomologiques.

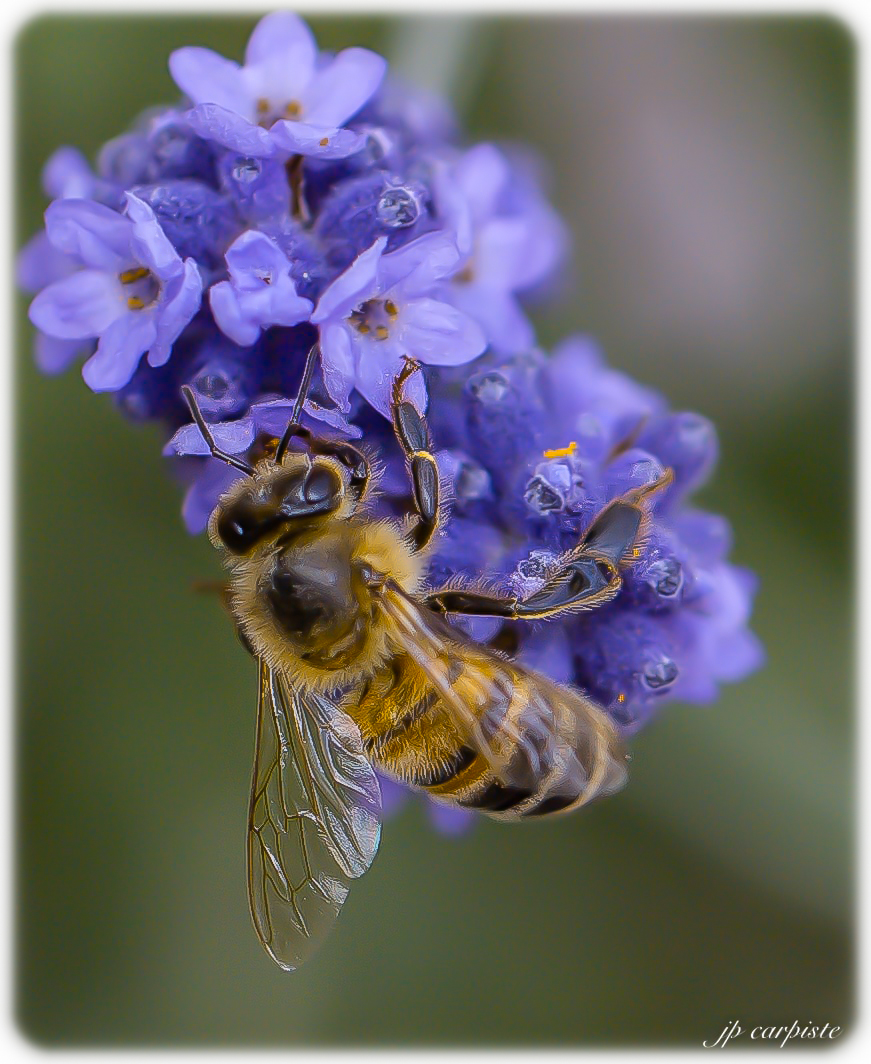
Apis mellifera

## Les Hyménoptères (abeilles et apparentés)
Les hyménoptères sont une catégorie phylogénétique comprenant des figures tutélaires de la pollinisation comme les abeilles, les bourdons, etc. Morphologiquement, elles se caractérisent par deux paires d'ailes membraneuses liées, 6 pattes et un corps tripartite assez commun chez les insectes. Ce sont des animaux sociaux qui vivent en colonies abritées par des nids ou des ruches qu'ils construisent en autonomie grâce à la production de cire.
Les abeilles domestiques et sauvages sont des insectes vivant en colonies. Elles sont notamment connues pour leur capacité à produire la cire et le miel qui sont exploitées par l'homme depuis des millénaires. Les abeilles vivent dans des ruches ou dans des cavités, trouvées dans la nature.
Les bourdons installent quant à eux nid dans des milieux ouverts, comme dans les forêts claires. Seules les femelles, fécondées en automne, possèdent un dard qui, contrairement aux abeilles, n'est pas dentelé et peut se retirer sans déchirer l'abdomen du bourdon après la piqûre.
Les guêpes ne produisent pas de miel et vivent en colonies. Lorsqu'elles piquent, contrairement aux abeilles, elles gardent leur dard et peuvent recommencer à piquer.
Le frelon est le cousin de la guêpe, ce qui explique son apparence similaire, mais sa taille est toutefois plus importante. On distingue essentiellement deux types de frelons : le frelon européen et le frelon asiatique. Il construit généralement son nid en hauteur. Il apprécie les troncs d’arbres creux et les buissons mais aussi les greniers, les garages et autres espaces clos. Il arrive également que le frelon construise son nid dans la terre. On peut ainsi trouver son habitat dans les espaces verts.

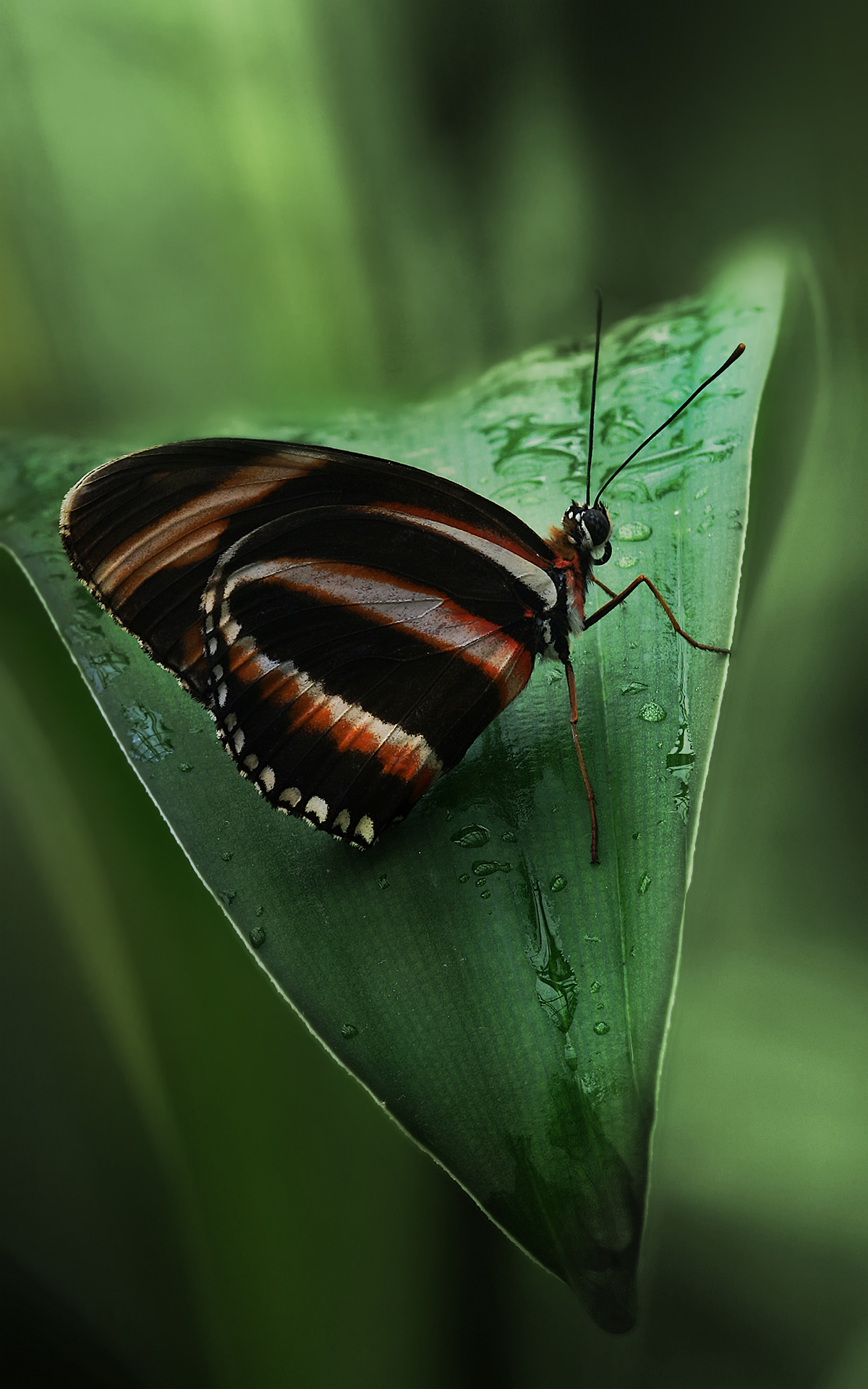
Dryadula phaetusa

## Les Lépidoptères (papillons)
Les lépidoptères sont un ordre phylogénétique caractérisé par un fort dimorphisme entre juvéniles et adultes. Les larves, qualifiées de chenilles, se transforment en nymphe chrysalide au moment de leur passage à l'âge adulte où ils sont alors communément appelés papillons. Sous leur forme adulte, les lépidoptères peuvent voler de fleur en fleur et puiser le nectar au creux des corolles à l'aide de leur trompe. Tous les insectes appartenant à l'ordre des lépidoptères sont des insectes butineurs.

## Les Diptères (mouches)
Les diptères sont aussi un ordre à part entière de la classe des insectes, comportant essentiellement des mouches. Il s'agit de l'un des ordres dominants en matière de nombre d'espèces. On retrouve plus de 150 000 espèces de mouches décrites. Cet ordre comprend aussi des syrphes, moustiques, taons et moucherons.

## Les Coléoptères (scarabées)
Les fleurs cantharophiles sont pollinisées par les coléoptères floricoles, notamment les Cantharidés et les Mordellidés qui se nourrissent du pollen facilement accessible. Ces fleurs peuvent inclure des pièges pour garder le coléoptère plus longtemps. Les ovaires des plantes sont généralement infères pour être protégés des pièces buccales de type mâcheur de leurs pollinisateurs.